# 離子導入法
離子導入法（Iontophoresis），又稱為離子電泳法，是利用連續性之直流電流，以同電性相斥的原理，將離子或帶電的化學藥物驅送至體內的治療方法。

## 歷史
早在十八世紀末期至十九世紀，就已經有在使用離子電泳法，只是當時人們還不知道這個就叫此名稱。一九零三年，LeDuc發現了離子電泳法，利用連續直流電，將生理所需的離子打入身體的表皮及黏膜組織內以達療效。
至今，此種療法從原本只物理治療用來止痛、消水腫等，變成現在熱門的美容、美白等相關皮膚導藥。

## 原理
某些物質如酸、鹼、鹽等溶於水時，會產生離子化，在水中分解成帶正電和負電的離子，就可借由離子的移動導電。當我們置入通過連續性直流電的正負兩個電極時，帶正電性離子會遠離正極向負極移動，而帶負電性離子則離開負極向正極移動，利用離子在水中轉移，形成電流通路。利用上述之觀念，把兩電極分別置放，以人體表面做為兩電極溝通的介質，利用同電性相斥，使離子移動時就會進入人體，達到將藥導入的療效。
圖例：將帶正電之藥物放在正極（主動電極），藥物因同電性相斥會進入人體，朝負極（回收電極）移動。

### 離子化程度
也就是指離子在水中解離的程度。和：
- 物質在溶液中的濃度
- 溶液本身的酸鹼度

相關。而離子化程度會影響離子數目，進而對離子穿透體表造成影響。

### 離子穿透體表程度
- 電場強度：電流密度越高，效果越好。
- 體表組織對電流的阻力：阻力越高，越不易導入。
- 藥物親脂性及分子量：皆越大，難度越高。
- 藥物濃度